# Douglas Vidal
José Ángel Vidal Douglas (Ciudad Bolívar, 15 de enero de 1928), también conocido como Douglas Vidal, es un exfutbolista venezolano. Se desempeñaba como mediocampista y fue integrante de la selección de fútbol de Venezuela.
Fue presidente de la Federación Venezolana de Fútbol en 1985.
Es padre del exfutbolista y empresario Juan José "Cheché" Vidal.

## Trayectoria
Jugó en Dos Caminos Sport Club (1946-1949), Loyola Sport Club, Deportivo Vasco, Estudiantes, y Deportivo Galicia.

## Selección nacional
Con Venezuela participó en dos ediciones de los Juegos Bolivarianos en 1951 y 1961, en los Juegos Centroamericanos y del Caribe de 1959 y en los Juegos Panamericanos de 1955.
Como curiosidad, Douglas Vidal fue el primer futbolista que anotó un gol sobre el césped del estadio Olímpico de la Universidad Central de Venezuela. El 5 de diciembre de 1951 anotó el 1-0 en la victoria 4-1 ante Panamá.